# KKS Krzemieniec
KKS Krzemieniec (pełna nazwa: Krzemieniecki Klub Sportowy Krzemieniec) – polski klub piłkarski z siedzibą w Krzemieńcu na Wołyniu.

## Historia
Na początku lat 30. XX wieku KKS występował w wołyńskiej Klasie B. W 1934 wywalczył awans do wołyńskiej Klasy A, w której występował do 1938 roku. Był jedynym klubem z Krzemieńca, występującym na drugim poziomie polskich rozgrywek ligowych.

## Poszczególne sezony
Pozycje ligowe KKS-u z sezonów 1931-1939:
| Sezon     | Rozgrywki ligowe | Rozgrywki ligowe                  | Rozgrywki ligowe |
| Sezon     | Liga             | Liga                              | Miejsce          |
| --------- | ---------------- | --------------------------------- | ---------------- |
| 1931      | III              | Klasa B (Wołyński OZPN)           | 6                |
| 1932      | brak danych      | brak danych                       | brak danych      |
| 1933      | brak danych      | brak danych                       | brak danych      |
| 1934      | III              | Klasa B (Wołyński OZPN)           | 2/5              |
| 1935      | II               | Klasa A (Wołyński OZPN)           | 7/10             |
| 1936      | II               | Klasa A (Wołyński OZPN, gr. Łuck) | 4/5              |
| 1936/1937 | II               | Klasa A (Wołyński OZPN)           | 7/8              |
| 1937/1938 | II               | Klasa A (Wołyński OZPN)           | 8/8              |
| 1938/1939 | brak danych      | brak danych                       | brak danych      |